# 核四重極共鳴
核四重極共鳴（かくしじゅうきょくきょうめい、英語: Nuclear Quadrupole Resonance）またはNQRとは電気的に偏在する四極子モーメントをもつ原子核とその周辺の電場勾配との相互作用により分裂したエネルギー準位間の共鳴である。

## 概要
窒素 (14N)、ナトリウム (23Na)、アルミニウム (27Al)、塩素 (35Cl、37Cl)、ヨウ素 (127I) のように核スピン I が1以上の原子核ではその電荷分布が球対称からずれる。この時、原子核は核四重極モーメント Q（核四極子モーメントとも言う）を持つ。NQRではこの電荷分布の球対称からのずれを利用する。I=1/2 の場合には電荷分布は球対称で Q=0 となるのでNQRの測定は不可能となる。
原子核の周囲に（他のイオンなどによる）電荷が配置されると原子核位置には電荷による電場が生じ、電荷が特定の方向に偏在する場合に原子核位置に電場勾配が生じる。この電場勾配の測定においてイオンが自由に動き回る液体や気体では電荷分布が等方的になるために電場勾配が生じないのでNQR測定は不可能となる。
核スピン I=3/2 のとき、原子核周りに電荷が何も無い場合には電場勾配は存在しないので各スピン状態は縮退しているが、原子核周りに2個の正電荷を配置すると縮退が解け、安定な状態と不安定な状態に分裂する。この二つのエネルギー準位差に対応する高周波帯の電磁波を照射すると低エネルギー状態から高エネルギー状態へ遷移する(共鳴)。共鳴しているのは核四重極モーメントなので、この共鳴を「核四重極共鳴」(NQR) という。共鳴スペクトルや緩和時間の測定により、原子核の周囲の電子状態を調べることができる。
入射された電磁波のエネルギーを吸収して高エネルギー状態へ遷移しても状態は不安定なので、電磁波の照射を停止すると、低エネルギー準位の状態に戻る。 その時にエネルギー保存則により、吸収したのと同じエネルギーの電磁波が放出される。一度物質に吸収された電磁波のエネルギーの再放出までにNQRではたいていミリ秒程度の遅延があるので、電磁波の照射の停止後、数ミリ秒間程度（緩和時間）、物質が電磁波放出を継続する。これを検出して物質の識別を行う。原子核エネルギー準位の分裂幅が周辺電場勾配に依存するため物質固有のNQR共鳴周波数が放出され、物質の識別が可能となる。微弱な磁場の検出には誘導コイル、超伝導量子干渉計や光ポンピング磁力計が使用される。

## 特徴
核磁気共鳴（NMR）とは異なり、結晶内に電場勾配が存在するので、エネルギー準位を分裂させるための外場の印加は不要である。また、結晶内の電場状態によって共鳴周波数が大きく変動するので、同じ原子核でも化合物によって中心共鳴周波数が異なるのでそれぞれの化合物を検出・識別できる。

## 用途
地雷等の爆発物に含まれるニトロ基の14Nや禁止薬物を検出する目的で開発が進められている。
NQR周波数の強い温度依存性を利用し、10−4 K のオーダーの分解能を有する精密温度センサとして使用することができる。

## 文献
- 別役安子、「超再生型核四重極共鳴分光計の試作」『茨城大学文理学部紀要』 自然科学 14 (1963): 25-30, hdl:10109/5425
- 千原秀昭、「核四重極共鳴スペクトルのデータベース: 固体物性研究の一助に」『日本物理學會誌』 1983年 38巻 5号 p.392-393, doi:10.11316/butsuri1946.38.392
- 糸崎秀夫, 太田剛, 立木実、「核四極共鳴を利用した化学物質のリモートセンシング」『計測と制御』 2006年 45巻 6号 p.547-551, doi:10.11499/sicejl1962.45.547
- 近内亜紀子, 浅地哲夫, 小田野直光「空港における保安技術の研究開発動向 : 核四重極共鳴を用いた爆薬検知」『電子情報通信学会技術研究報告. SSS, 安全性』第108巻第319号、電子情報通信学会、2008年11月、1-4頁、ISSN 09135685、NAID 110007098326。
- 近内亜紀子「核四重極共鳴を用いた爆発物探知技術の開発(所外発表論文等概要)」『海上技術安全研究所報告』第7巻第4号、海上技術安全研究所、2008年、502頁、ISSN 13465066、NAID 110007661477。
- 近内亜紀子, 浅地哲夫, 能美仁, 小田野直光「運輸保安強化のための核四重極共鳴(NQR)を用いた爆薬検知技術の開発」『Science and Technology of Energetic Materials : journal of the Japan Explosive Society』第70巻第3号、火薬学会、2009年8月、55-61頁、ISSN 13479466、NAID 10025010406。
- 赤羽英夫, 糸﨑秀夫「核スピンを利用したセキュリティ技術」『生産と技術』第64巻第1号、生産技術振興協会、2012年、30-35頁、ISSN 0387-2211、NAID 40019176502。

- 真砂全宏, 石田憲二, 前野悦輝、「16pDC-2 Sr_2RuO_4の核磁気共鳴・核四重極共鳴による超伝導状態の研究 『日本物理学会講演概要集』 70.2 巻 (2015) セッションID:16pDC-2